# Biyu Shan
Der Biyu Shan (chinesisch 碧玉山, Pinyin Bìyù Shān – „Jaspisberg“) ist ein 113 Meter hoher Berg auf der Fildes-Halbinsel von King George Island, der größten der Südlichen Shetlandinseln.
Er befindet sich ganz im Südwesten der Halbinsel, unweit der Fildes Strait, und wurde von chinesischen Wissenschaftlern benannt, die die Gegend 1986 kartierten.
Der Berg ist Namensgeber für eine lithostratigraphische Einheit, die je nach Auffassung Jasper Hill Formation oder Jasper Hill Member genannt wird. Weiter südöstlich liegt der Guibei Shan.